# Bruna de Letònia

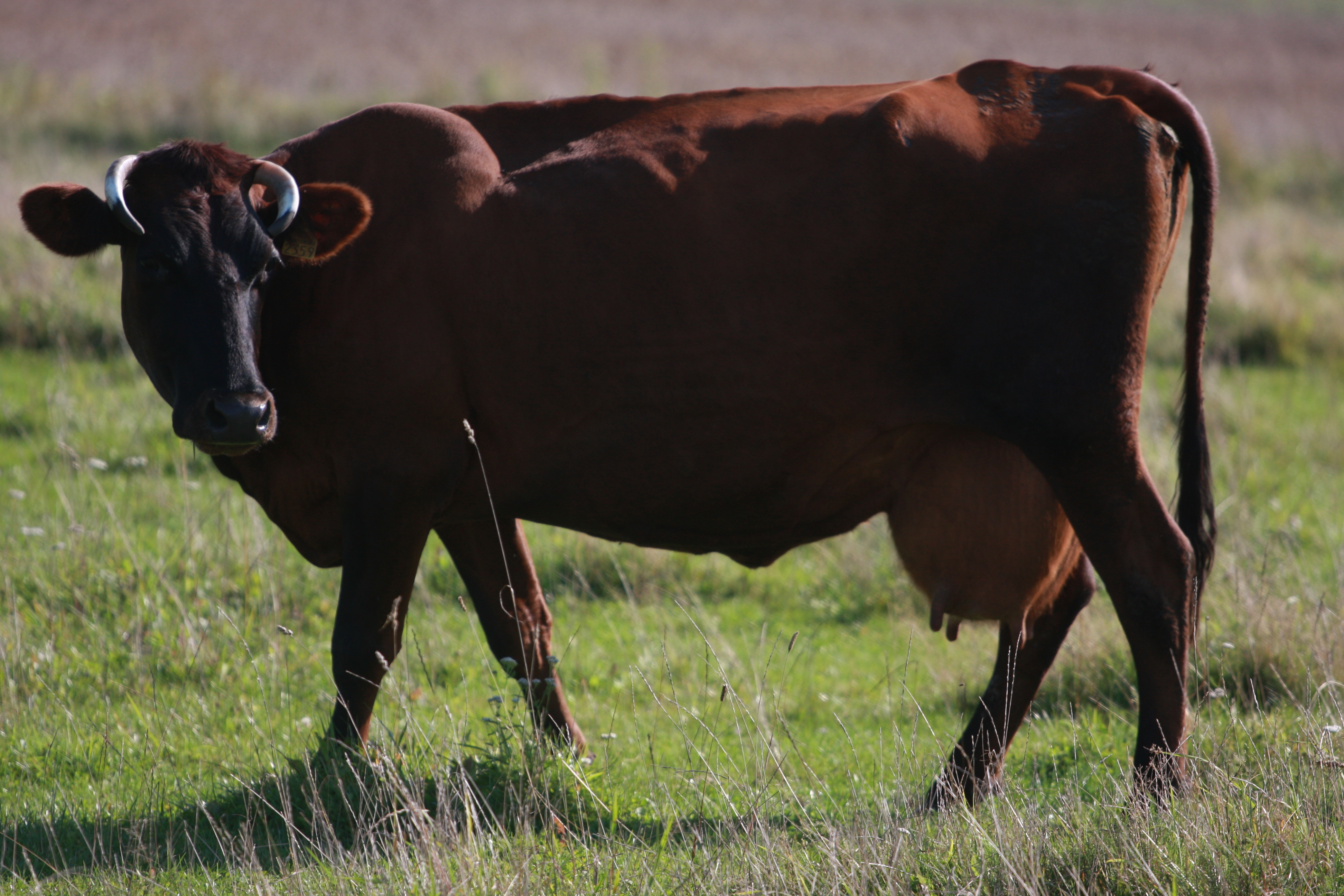
Bruna de Letònia

La bruna de Letònia és una raça bovina que començà a formar-se quan s'importaren vaques Angeln a Letònia per millorar la varietat bovina local, poc productiva.
El 1947 se li donà un nou nom, roja-bruna de Letònia, i el 1980 ja n'hi havia més d'un milió.
Té un color que va des del vermell clar fins al vermell fosc i els toros poden pesar fins a 1.000 kg.